# Беркозівка
Берко́зівка — село в Україні, у Черкаському районі Черкаської області, у складі Степанецької сільської громади. Розташоване за 28 км на південний захід від міста Канева та за 12 км від залізничної станції Таганча. Населення 565 осіб, 232 двори (на 2007 рік).

## Історія
Село засноване ще за часів Київської Русі в Х—ХІІ століттях, про що свідчать речі доби бронзи скіфського періоду, знайдені під час розкопок на території села та на околицях.
Перша письмова згадка про Беркозівку відноситься до першої половини 18 століття. 
У 1774 році в Беркозівці споруджено дерев'яну Рождество-Богородичну церкву.
В 1900 році Беркозівка нараховувала 277 дворів з 2279 мешканцями. Головним заняттям жителів було хліборобство. На початку XIX століття в селі працювали 13 вітряків. Розростаючись воно розділось на дві частини і від імені власника — Дарія Понятовського утворилась Дарівка. До 1917 року село посідало третє місце за чисельністю населення у Канівському повіті. Беркозівка нараховувала 800 дворів, серед яких 50 вважалися заможними і 358 — середняків.
1924 року створено ТСОЗ «Хлібороб», 1925 року — «Молодий хлібороб», який очолив Петро Кузьменко. На кінець 1929 року їх об'єднано в артіль, яку в 1930 році названо ім. Ілліча. До колективного господарства ввійшло 500 дворів із 740.
Під час Голодомору 1932—1933 років від голоду померло 1500 осіб, стали пустками 165 дворів. В селі встановлено пам'ятник жертвам голодомору.
У 30-ті роки колгосп ім. Ілліча був учасником Всесоюзної сільськогосподарської
виставки в Москві за успіхи в розвитку конярства і рибного господарства. У 1938 році у місцевому колгоспі з'явився перший автомобіль.
Не минули Беркозівку сталінські репресії 1930—1940 років. Репресовано 7 жителів села, серед них 2 сільські вчителі, колишній священник, 4 особи раніше побували
за кордоном. Більшість з них загинуло, не повернувшись додому з таборів.
Під час радянсько-німецької війни було мобілізовано 323 особи, з них 127 нагороджено бойовими орденами і медалями, 167 загинули. На примусові роботи в Німеччину відправлено 170 юнаків і дівчат, 16 з них загинули на чужині. Під час відвоювання села, 3 лютого 1944 року, загинуло 26 воїнів, які поховані у братській могилі.
Станом на 1972 рік у селі мешкало 1015 чоловік. Працювали восьмирічна школа, клуб на 250 місць, бібліотека з фондом 11,2 тисяч книг, відділення ощадкаси та зв'язку, фельдшерсько-акушерський пункт. Колгосп ім. Ілліча мав в користуванні 1,8 тисяч га сільськогосподарських угідь, у тому числі 1,7 тисяч га орної землі. Господарство вирощувало зернові культури, було розвинуте тваринництво. З допоміжних підпиємств працювали 2 механічні млини, пилорама, виноробня. Уродженець села О. М. Правдзивий удостоєний звання Героя Соціалістичної Праці. Колгосп існував до 2000 року, потім його реорганізовано у СТОВ «Беркозівське».

## Сучасність
З 2005 року діє СТОВ «ПСП-Агро», 3 селянсько-фермерські господарства. На території села нині діють сільська рада, навчально-виховний комплекс, відділення зв'язку, філія Ощадбанку, фельдшерсько-акушерський пункт, 2 крамниці.